# Neoisoglossa terrena
Neoisoglossa terrena är en skalbaggsart som först beskrevs av Thomas Casey 1911.  Neoisoglossa terrena ingår i släktet Neoisoglossa och familjen kortvingar. Inga underarter finns listade i Catalogue of Life.